# Pseudomyrmex avitus
Pseudomyrmex avitus är en myrart som beskrevs av Ward 1992. Pseudomyrmex avitus ingår i släktet Pseudomyrmex och familjen myror. Inga underarter finns listade i Catalogue of Life.